# Arachnophaga
Arachnophaga is een geslacht van vliesvleugeligen uit de familie Eupelmidae. De wetenschappelijke naam van dit geslacht is voor het eerst geldig gepubliceerd in 1896 door Ashmead. Als typesoort benoemde hij Eupelmus piceus Riley.

## Soorten
Het geslacht Arachnophaga omvat de volgende soorten:
- Arachnophaga abstrusa Gahan, 1943
- Arachnophaga adjunctus (Gahan, 1943)
- Arachnophaga albolinea Gahan, 1934
- Arachnophaga aldrichi Gahan, 1943
- Arachnophaga algirica (Ferrière, 1954)
- Arachnophaga annulicornis (Ashmead, 1896)
- Arachnophaga aptera (Brues, 1907)
- Arachnophaga aureicorpus (Girault, 1916)
- Arachnophaga berlandi (Ferrière, 1954)
- Arachnophaga bouchelyna Gibson, 1995
- Arachnophaga brasiliensis (Ashmead, 1904)
- Arachnophaga californica (Ashmead, 1896)
- Arachnophaga costalis Gahan, 1943
- Arachnophaga entrerriana (De Santis, 1983)
- Arachnophaga eucnemia Gibson, 1995
- Arachnophaga ferruginea Gahan, 1943
- Arachnophaga frontalis Gahan, 1943
- Arachnophaga halysidotae (Brèthes, 1913)
- Arachnophaga hirtibasis Gahan, 1943
- Arachnophaga laticeps (Brues, 1907)
- Arachnophaga longicauda (Ferrière, 1954)
- Arachnophaga longiceps (Brues, 1907)
- Arachnophaga matritensis (Bolivar y Pieltain, 1934)
- Arachnophaga nocua Gahan, 1943
- Arachnophaga opaca Gahan, 1943
- Arachnophaga picardi (Bernard, 1936)
- Arachnophaga picea (Riley, 1892)
- Arachnophaga platycephala (Risbec, 1952)
- Arachnophaga proximus (Costa Lima, 1919)
- Arachnophaga rhadinocnema Gibson, 1995
- Arachnophaga scutata Gahan, 1943
- Arachnophaga semirufa (Gahan, 1927)